# Rönnowskolan
Rönnowskolan är en kommunal högstadieskola i tätorten Åhus. 

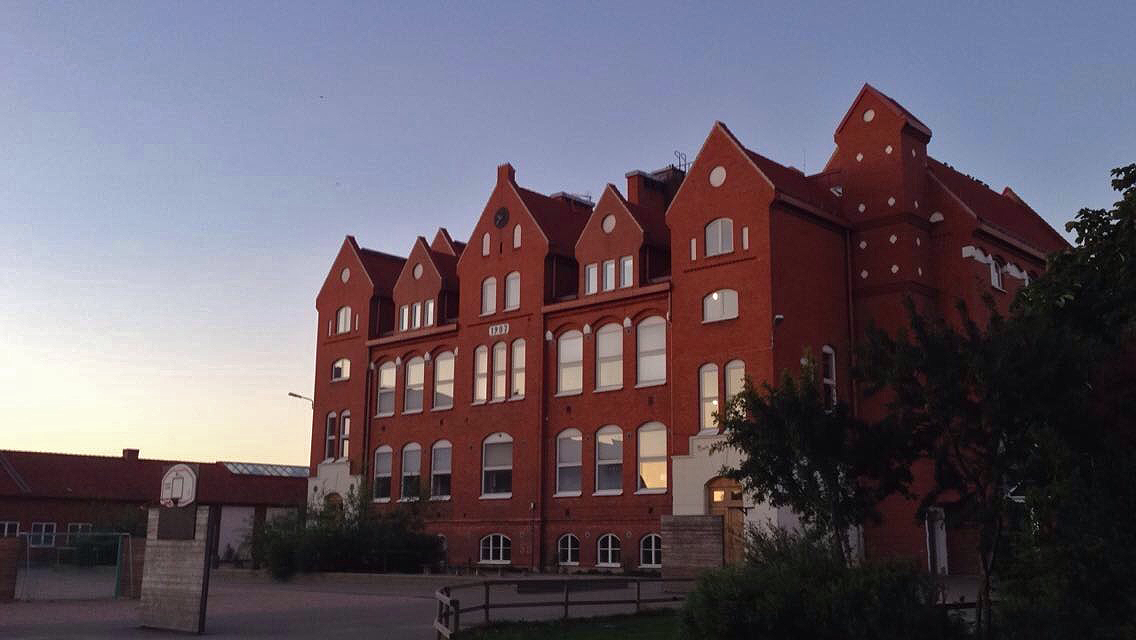
Rönnowskolan

Skolan är en högstadieskola i Kristianstads kommun. Rönnowskolan, belägen i centrala Åhus, är kommunens största högstadieskola. 
Huvudbyggnaden byggdes 1907. Det var grundskola fram tills 2020 då det blev endast en högstadieskola. Under 2021 undervisade 444 elever på Rönnowskolan. Skolan har fem paralleller och det finns 15 vanliga klasser och dessutom 3 montessoriklasser. Det finns 50 lärare på skolan. Skolans klassrum har speciella namn, i den gamla byggnaden så är klassrummen döpta efter områden i Åhus t.ex Täppet. I den nya delen så är klassrummen döpta efter specifika platser t.ex Ålaboden.